# 白山村 (大分県)
白山村（はくさん / しろやま むら）は、大分県大野郡にあった村。現在の豊後大野市の一部にあたる。

## 地理
奥嶽川支流・中津無礼川の上流域山間部に位置していた。

## 歴史
- 1889年（明治22年）4月1日、町村制の施行により、大野郡伏野村、奥畑村、中津留村、大白谷村が合併して村制施行し、白山村が発足[1][2]。旧村名を継承した伏野、奥畑、中津留、大白谷の4大字を編成[2]。
- 1955年（昭和30年）1月1日、大野郡牧口村、合川村と合併し、清川村を新設して廃止された[1][2]。

## 産業
- 農業